# Ryjewo (stacja kolejowa)
Ryjewo – stacja kolejowa w Ryjewie, w gminie Ryjewo, w powiecie kwidzyńskim, w województwie pomorskim.

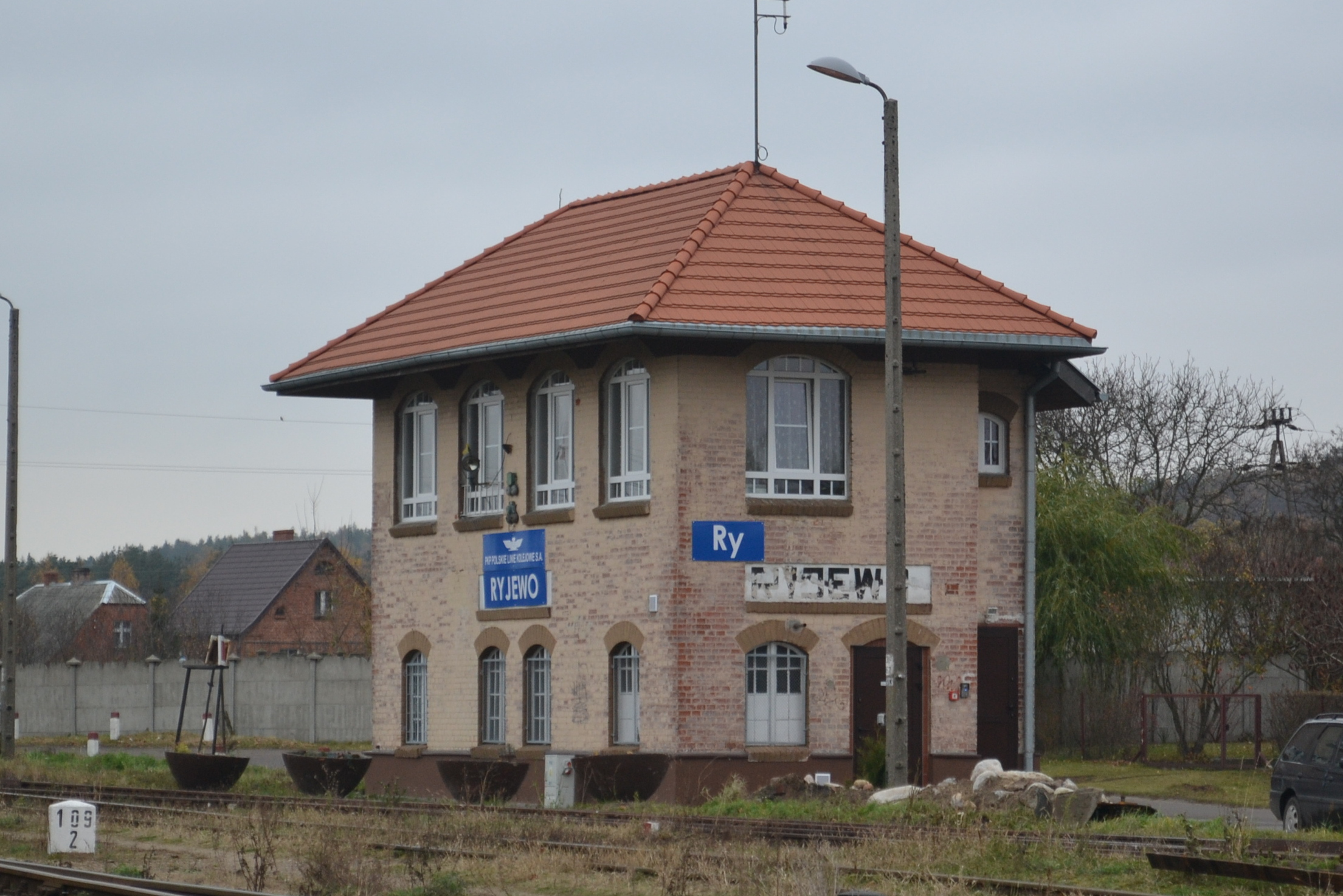
budynek nastawni w Ryjewie (przed remontem)

## Ruch pasażerski
| Rok  | Wymiana pasażerska na dobę |
| ---- | -------------------------- |
| 2017 | 50-99                      |
| 2022 | 200-299                    |